# Réseau ferré de la banlieue d'Alger
Le réseau ferré de la banlieue d'Alger est un réseau ferroviaire électrifié de transport en commun desservant Alger et sa grande agglomération ainsi que les wilayas de Blida, Boumerdès et Tizi Ouzou. Il est géré par la SNTF comme l'ensemble des lignes ferroviaires algériennes.
Il est constitué de cinq lignes, comporte 44 gares et plus de 212 km de voies. Il est fréquenté par 32,6 millions de voyageurs par an en 2018.

## Histoire
Le réseau ferré de la banlieue d'Alger reprend le tracé des deux grandes lignes historiques d'Alger à Oran et d'Alger à Skikda existantes depuis la fin du XIXe siècle, avec de nouvelles gares qui ont été créées durant la deuxième partie du XXe siècle ou au début du XXIe siècle pour être exploitées exclusivement par les trains de banlieue.
La ligne de Birtouta à Zéralda est mise en service le 1er novembre 2016. Cette ligne, située entièrement dans la wilaya d'Alger, constitue la troisième ligne du réseau.
Le 19 avril 2017, la SNTF met en service la liaison Alger - Tizi Ouzou via Thénia. Cette liaison est prolongée jusqu'à Oued Aïssi le 6 juin 2017,.
Le réseau est complété en 2019 par l'inauguration de la courte ligne (longue de 2,8 km) entre la gare de Bab Ezzouar et l'aéroport d'Alger. La liaison entre Alger et l'aéroport constitue la cinquième ligne du réseau.

## Réseau

### Présentation
Le réseau ferré de la banlieue d'Alger est exploité par la SNTF. Il est long de 212 km et est électrifié. Il est composé de 7 lignes  et dessert 44 gares. Toutes les lignes de ce réseau ont pour origine la gare d'Alger ou la gare de l'Agha. Cependant, certains trains à destination de Tizi Ouzou et Oued Aïssi ont pour origine la gare de Thénia.
Il est composé d'un axe central allant de la gare d'Alger jusqu'à celle de El Harrach.
À partir de la gare d'El Harrach, il bifurque soit à l'est, jusqu'à la gare de Thénia, puis la gare de Oued Aïssi, avec également une desserte vers l'aéroport d'Alger avec une bifurcation au niveau de la gare de Bab Ezzouar, soit à l'ouest, jusqu'à la gare d'El Affroun avec également une desserte de Zéralda avec une bifurcation au niveau de la gare de Birtouta.
Le 6 juillet 2024, la SNTF a mis en place des navettes entre l'est et l'ouest du réseau via la ligne 8 qui relie la gare du Gué de Constantine à celle d’Oued Smar en passant par Kourifa, dans un 1er temps,ces navettes faisaient des allers-retours entre Blida et Reghaïa et entre Zeralda et Reghaïa.  
En septembre 2024, à l'occasion de la rentrée scolaire, ces navettes partent désormais de Thénia, à l'est et d'El Affroun, à l'ouest. 
En 2022, 145 trajets sont assurés sur le réseau entre 4 h 40 et 22 h 35, avec une fréquence moyenne d'un train par sens toutes les 15 minutes sur l'ensemble du réseau et d'un train par sens toutes les 8 minutes en moyenne sur le tronçon central en heure de pointe.

Plan du réseau.

### Lignes du réseau

#### Ligne Alger - El Affroun

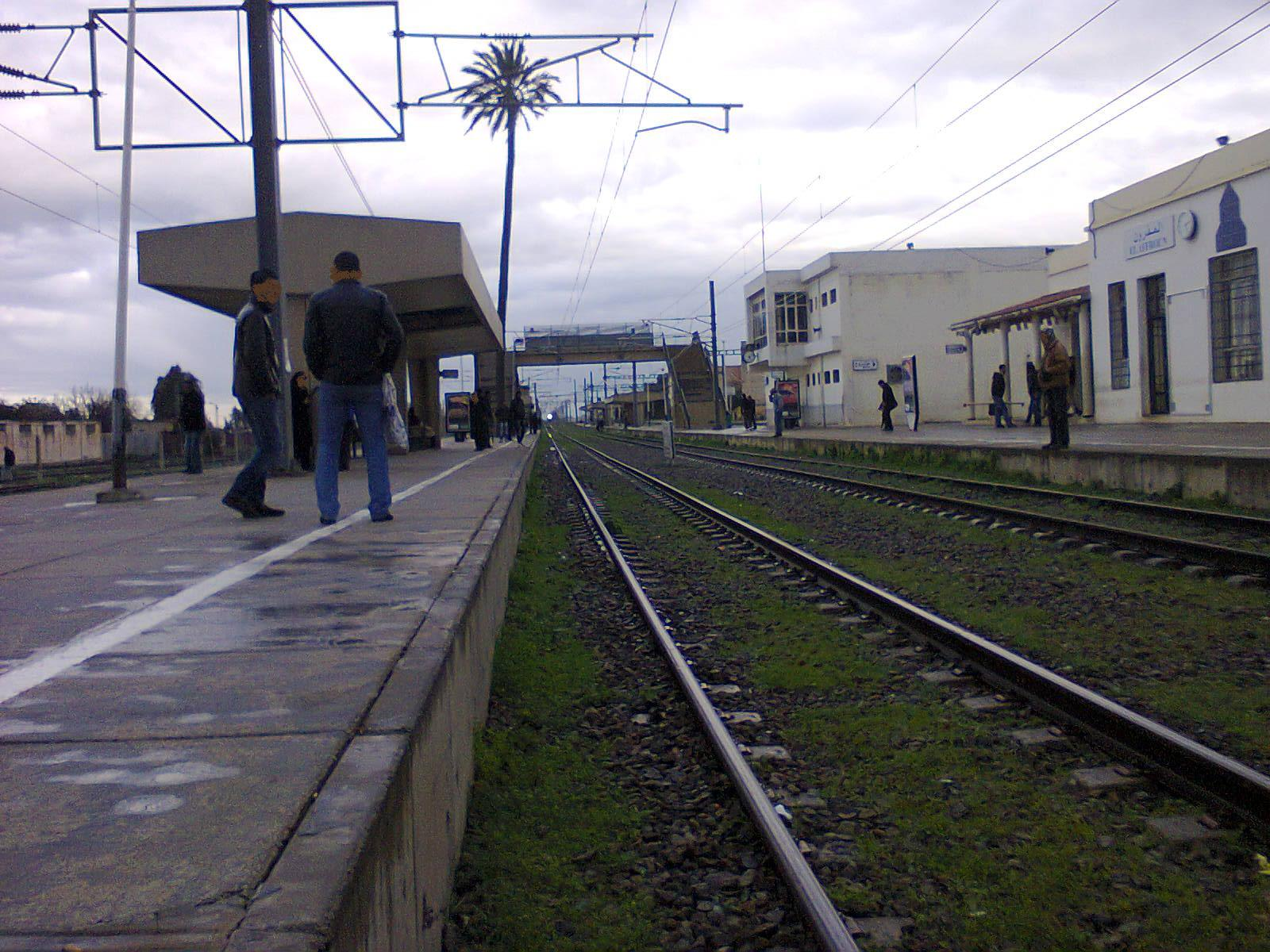
Quais de la gare d'El Affroun.

La ligne d'Alger à El Affroun, également dénommée Alger Ouest ou Banlieue Ouest est d'orientation nord-sud ; elle permet de relier les wilayas d'Alger et de Blida sur une distance de 68 km.
|  |   |  | Gares              | Communes               | Correspondances |
|  | - |  | ------------------ | ---------------------- | --------------- |
|  | ■ |  | Alger              | Alger-Centre           |                 |
|  | ● |  | Agha               | Sidi M'Hamed           |                 |
|  | ● |  | Les Ateliers       | Belouizdad             |                 |
|  | ● |  | Hussein Dey        | Hussein Dey            |                 |
|  | ● |  | Caroubier          | Hussein Dey            |                 |
|  | ● |  | El Harrach         | El Harrach             | (M) · (M 1)     |
|  | ● |  | Gué de Constantine | Djasr Kasentina        |                 |
|  | ● |  | Aïn Naâdja         | Djasr Kasentina        |                 |
|  | ● |  | Baba Ali           | Saoula                 |                 |
|  | ● |  | Birtouta           | Ouled Chebel, Birtouta |                 |
|  | ● |  | Boufarik           | Boufarik               |                 |
|  | ● |  | Beni Mered         | Beni Mered             |                 |
|  | ● |  | Blida              | Blida                  |                 |
|  | ● |  | Chiffa             | Chiffa                 |                 |
|  | ● |  | Mouzaia            | Mouzaia                |                 |
|  | ■ |  | El Affroun         | El Affroun             |                 |

La durée totale du trajet varie, en condition normale, de 1 h 7 min à 1 h 12 min. En 2022, le premier départ d'Alger est à 5 h 45 pour une arrivée à El Affroun à 6 h 52, le dernier est à 18 h 50 pour une arrivée à Blida 19 h 44. Dans le sens inverse, le premier départ d'El Affroun est à 5 h 40 pour une arrivée à Alger à 6 h 58, le dernier est à 18 h 30 pour une arrivée à 19 h 37.

#### Ligne Alger - Thénia

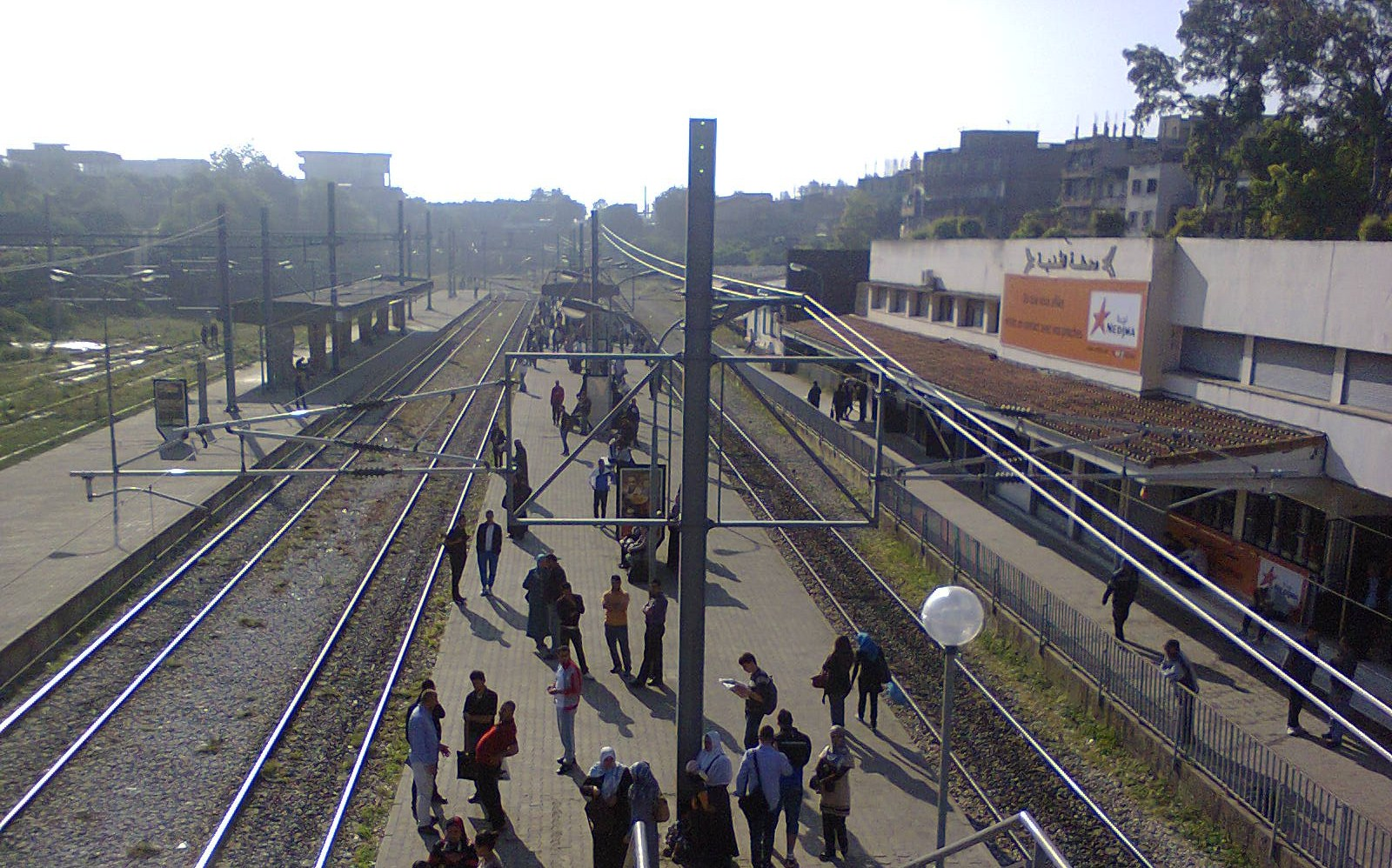
Quais de la gare de Thénia.

La ligne d'Alger à Thénia, également dénommée Alger Est ou Banlieue Est, est d'orientation ouest-est, elle permet de relier les wilayas d'Alger et de Boumerdès sur une distance de 54 km.
|  |   |  | Gares        | Communes     | Correspondances |
|  | - |  | ------------ | ------------ | --------------- |
|  | ■ |  | Alger        | Alger-Centre |                 |
|  | ● |  | Agha         | Sidi M'Hamed |                 |
|  | ● |  | Les Ateliers | Belouizdad   |                 |
|  | ● |  | Hussein Dey  | Hussein Dey  |                 |
|  | ● |  | Caroubier    | Hussein Dey  |                 |
|  | ● |  | El Harrach   | El Harrach   | (M) · (M 1)     |
|  | ● |  | Oued Smar    | Oued Smar    |                 |
|  | ● |  | Bab Ezzouar  | Bab Ezzouar  |                 |
|  | ● |  | Dar El Beïda | Dar El Beïda |                 |
|  | ● |  | Rouïba       | Rouïba       |                 |
|  | ● |  | Rouïba ZI    | Rouïba       |                 |
|  | ● |  | Réghaïa ZI   | Réghaïa      |                 |
|  | ● |  | Réghaïa      | Réghaïa      |                 |
|  | ● |  | Boudouaou    | Boudouaou    |                 |
|  | ● |  | Corso        | Corso        |                 |
|  | ● |  | Boumerdès    | Boumerdès    |                 |
|  | ● |  | Tidjelabine  | Tidjelabine  |                 |
|  | ■ |  | Thénia       | Thénia       |                 |

La durée totale du trajet, en condition normale, varie de 50 min à 1 h 2 min. En 2022, premier départ d'Alger est à  5 h 15 pour une arrivée à Thénia à  6 h 12, le dernier est  19 h pour une arrivée à  20 h 2. Dans le sens inverse, le premier départ de Thénia est à  5 h 50 pour une arrivée à Alger à  6 h 51, le dernier est à  19 h 40 pour une arrivée à  20 h 43.

#### Ligne Alger - Zéralda

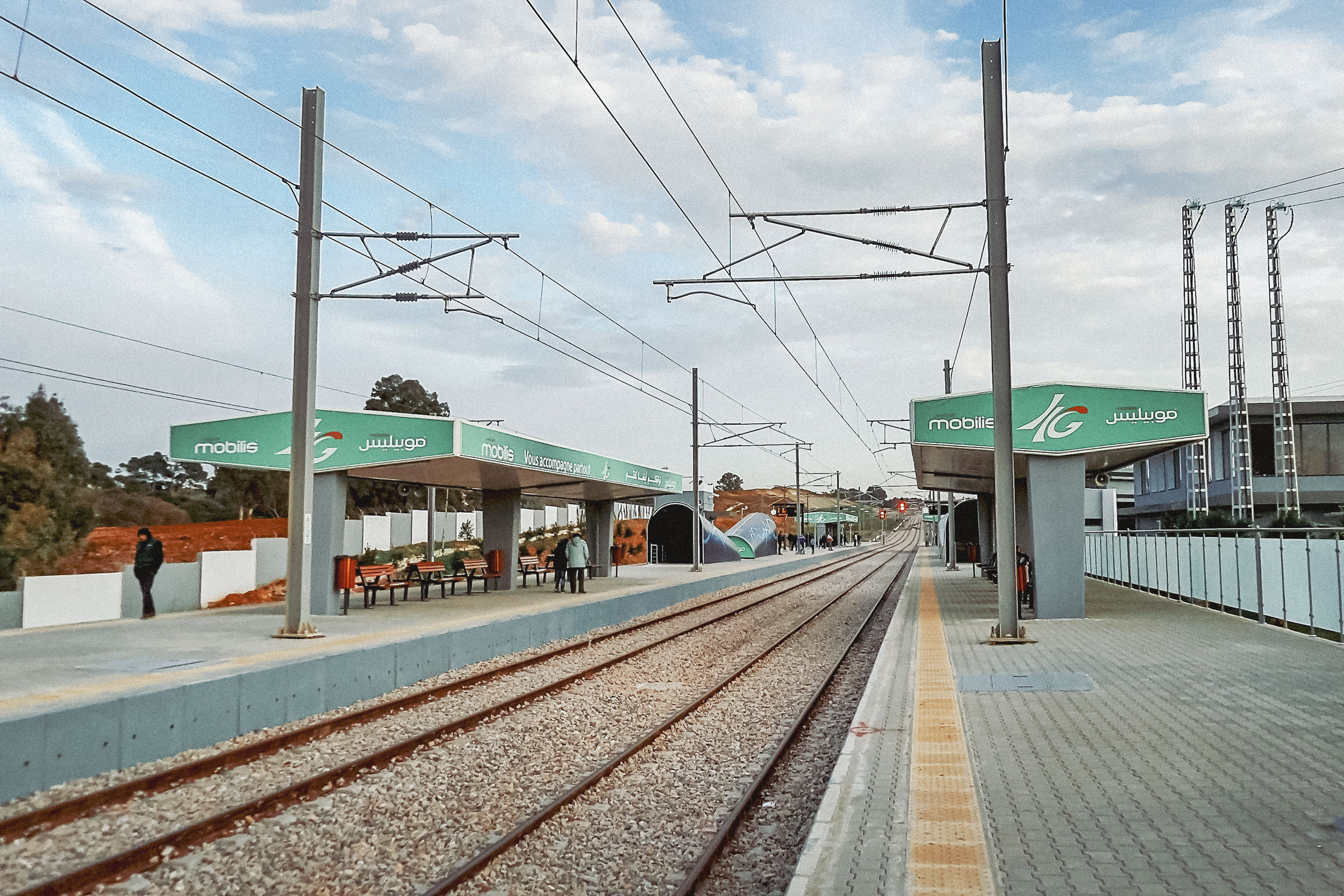
Quais de la gare de Zéralda.

La ligne d'Alger à Zéralda est en U ; elle permet de rejoindre la banlieue ouest d'Alger (notamment la ville nouvelle de Sidi Abdellah) en la contournant par le sud sur une distance de 35 km.
|  |   |  | Gares              | Communes               | Correspondances |
|  | - |  | ------------------ | ---------------------- | --------------- |
|  | ■ |  | Agha               | Sidi M'Hamed           |                 |
|  | ● |  | Les Ateliers       | Belouizdad             |                 |
|  | ● |  | Hussein Dey        | Hussein Dey            |                 |
|  | ● |  | Caroubier          | Hussein Dey            |                 |
|  | ● |  | El Harrach         | El Harrach             | (M) · (M 1)     |
|  | ● |  | Gué de Constantine | Djasr Kasentina        |                 |
|  | ● |  | Aïn Naâdja         | Djasr Kasentina        |                 |
|  | ● |  | Baba Ali           | Saoula                 |                 |
|  | ● |  | Birtouta           | Ouled Chebel, Birtouta |                 |
|  | ● |  | Tessala El Merdja  | Douera                 |                 |
|  | ● |  | Sidi Abdellah      | Mahelma                |                 |
|  | ● |  | Université         | Mahelma                |                 |
|  | ■ |  | Zéralda            | Zéralda                |                 |

La durée totale du trajet, en condition normale, est de 48 min. En 2022, le premier départ d'Agha est à 5 h 10 pour une arrivée à Zéralda à 5 h 58, le dernier est à 18 h 35 pour une arrivée à 19 h 23. Dans le sens inverse, le premier départ de Zéralda est à 6 h 15 pour une arrivée à Agha à 7 h 1, le dernier est à 18 h 35 pour une arrivée à 19 h 27.

#### Ligne Alger - Tizi Ouzou - Oued Aïssi
La liaison Alger – Oued Aïssi via Thénia, mise en service en 2017, relie les wilayas d'Alger, de Boumerdès et de Tizi Ouzou sur une distance de 118 km (54 km d'Alger à Thénia, 50 km de Thénia à Tizi Ouzou et 14 km de Tizi Ouzou à Oued Aïssi).
Deux types de dessertes sont assurées sur cette ligne : des trains semi-directs entre la gare de l'Agha et celle de Oued Aïssi et des trains navettes entre la gare de Thénia et celle de Oued Aïssi.
|  |   |  | Gares                   | Communes        | Correspondances          |
|  | - |  | ----------------------- | --------------- | ------------------------ |
|  | ● |  | Agha                    | Sidi M'Hamed    |                          |
|  | ● |  | El Harrach              | El Harrach      | (M) · (M 1)              |
|  | ● |  | Dar El Beïda            | Dar El Beïda    |                          |
|  | ● |  | Rouïba                  | Rouïba          |                          |
|  | ● |  | Réghaïa                 | Réghaïa         |                          |
|  | ● |  | Boumerdès               | Boumerdès       |                          |
|  | ■ |  | Thénia                  | Thénia          |                          |
|  | ● |  | Si Mustapha             | Si Mustapha     |                          |
|  | ● |  | Isser                   | Isser           |                          |
|  | ● |  | Bordj Menaïel           | Bordj Menaïel   |                          |
|  | ● |  | Naciria                 | Naciria         |                          |
|  | ● |  | Tadmaït                 | Tadmaït         |                          |
|  | ● |  | Draâ Ben Khedda         | Draâ Ben Khedda |                          |
|  | ● |  | Boukhalfa               | Tizi Ouzou      |                          |
|  | ● |  | Tizi Ouzou              | Tizi Ouzou      |                          |
|  | ● |  | Kef Naâdja              | Tizi Ouzou      | Télécabine de Tizi Ouzou |
|  | ● |  | Oued Aïssi - Université | Tizi Ouzou      |                          |
|  | ■ |  | Oued Aïssi              | Tizi Ouzou      |                          |

En condition normale, la durée totale du trajet d'Alger à Oued Aïssi est en moyenne de 1 h 40, celle de Thénia à Oued Aïssi de 50 minutes.

#### Ligne Alger - Aéroport Houari-Boumediene

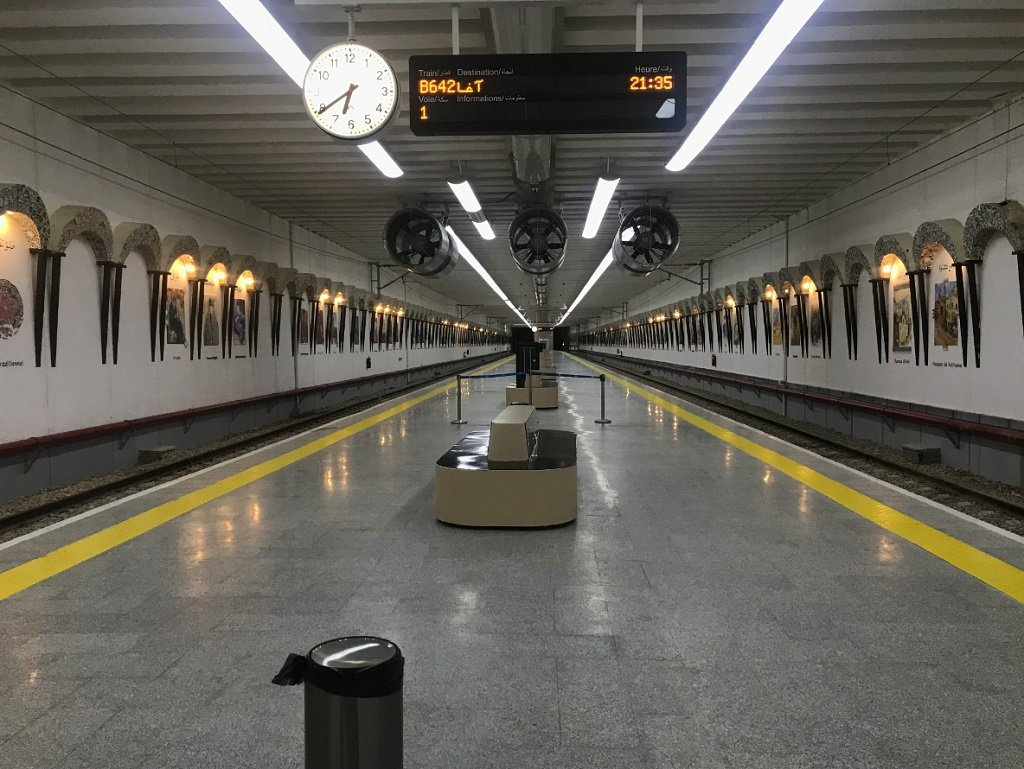
Quais de la gare de l'aéroport Houari-Boumédiène.

La ligne d'Alger à l'aéroport d'Alger - Houari-Boumédiène, inaugurée le 29 avril 2019, est d'orientation ouest-est. Elle permet de relier le centre d'Alger via la gare Agha à l'aéroport d'Alger.
|  |   |  | Gares                      | Communes     | Correspondances |
|  | - |  | -------------------------- | ------------ | --------------- |
|  | ■ |  | Agha                       | Sidi M'Hamed |                 |
|  | ● |  | El Harrach                 | El Harrach   | (M) · (M 1)     |
|  | ● |  | Bab Ezzouar                | Bab Ezzouar  |                 |
|  | ■ |  | Aéroport Houari Boumédiène | Dar El Beïda |                 |

La durée totale du trajet, en condition normale, est de 20 minutes. En 2022, le premier départ de la gare de l'Agha est à 4 h 40 pour une arrivée à l'aéroport à 5 h, le dernier est à 21 h 45 pour une arrivée à 22 h 5. Dans le sens inverse, le premier départ de l'aéroport est à 5 h 20 pour une arrivée à la gare de l'Agha à 5 h 40, le dernier est à 22 h 20 pour une arrivée à 22 h 35.
Le tarif est de 80 dinars pour les adultes et de 40 dinars pour les enfants,.

### Fréquentation et fréquence
En 2018, le chiffre de la fréquentation connue est de 32 millions de passagers annuel. En 2020, le trafic journalier était d'environ 80 000 voyageurs.
En septembre 2022, la fréquence des trains est la suivante :
- ligne Alger – El Affroun : 18 trains par jour ;
- ligne Alger – Thénia : 25 trains par jour (dont 4 en direction de Tizi Ouzou) ;
- ligne Alger – Zéralda : 15 trains par jour ;
- ligne Alger – Aéroport : 13 trains par jour ;
- ligne Alger – Tizi Ouzou :4 trains par jour.

La section entre la gare de l'Agha et celle d'El Harrach est la mieux desservie avec 71 trains par jour.

### Matériel

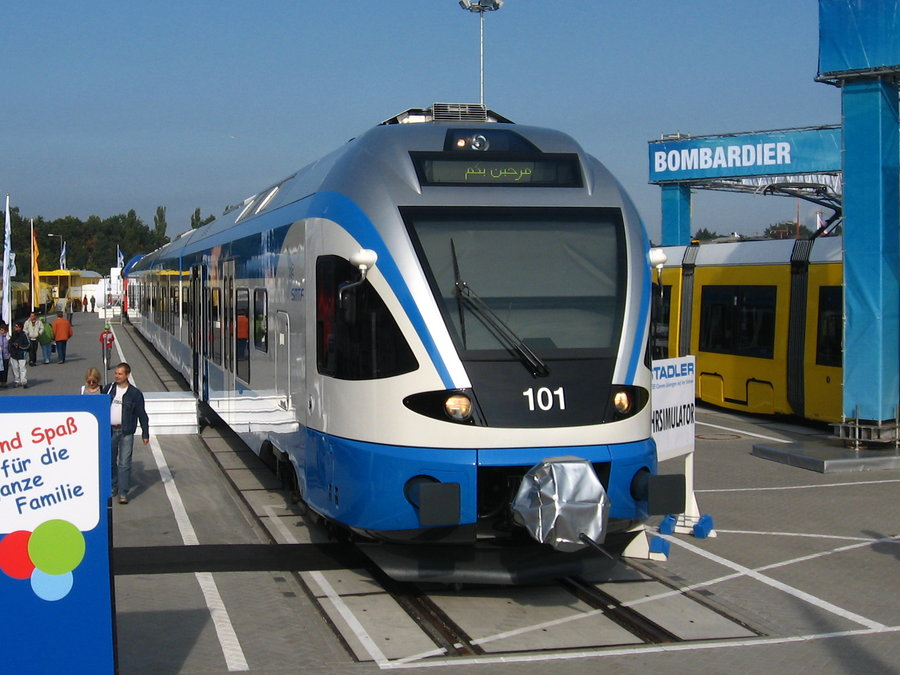
La rame Stadler FLIRT no 101 présentée du salon InnoTrans de Berlin en 2008.

Depuis le 1er janvier 2011, le réseau de la banlieue d'Alger utilise exclusivement des automotrices électriques. Le parc est composé de 64 rames Stadler FLIRT à quatre caisses, commandées en 2006 par la SNTF. Elles sont construites et mises en service entre 2008 et 2010, en remplacement des voitures de voyageurs tractées par des locomotives.
Les automotrices Stadler FLIRT ont une vitesse maximale de 160 km/h et sont aptes à circuler sous 25 kV (50 Hz). La capacité est de 930 places, 786 debout et 144 assises,.
Selon les besoins les rames sont doublées ou triplées, seules les liaisons entre Alger et l'aéroport d'Alger et entre Thénia et Oued Aïssi utilisent des rames simples.
La série est SNTF 541-1xx. La livrée est de haut en bas : bleu blanc bleu (soit les mêmes couleurs que les métros, tramway, certaines télécabines et bus Etusa d'Alger) avec le logo SNTF à l'avant de la rame. Il existe une exception : quatre rames ont une livrée aux couleurs suivantes : rouge vert blanc, soit les couleurs du drapeau algérien utilisé notamment lors des inaugurations de lignes.
La maintenance et l'entretien des rames est effectué au centre de maintenance du Caroubier par la société Stadler Algérie EURL.
Le parc est composé de 64 rames SNTF RBe 541 allant de la 101 à 164.

### Tarifs et financement
Dans l'attente de l'intégration à la carte d'abonnement mise en place par l'AOTU-A à 2500 dinars/mois permettant l'utilisation des métros, tramways, téléphériques/télécabines et bus ETUSA, il existe pour le moment une carte d'abonnement se nommant "SAHLA" permettant l'utilisation des trains de banlieues et des bus ETUSA à 2500 dinars/mois,.
Le prix du billet ordinaire varie entre 30 et 100 dinars selon les stations de départs et d'arrivées.

## Galerie de photos

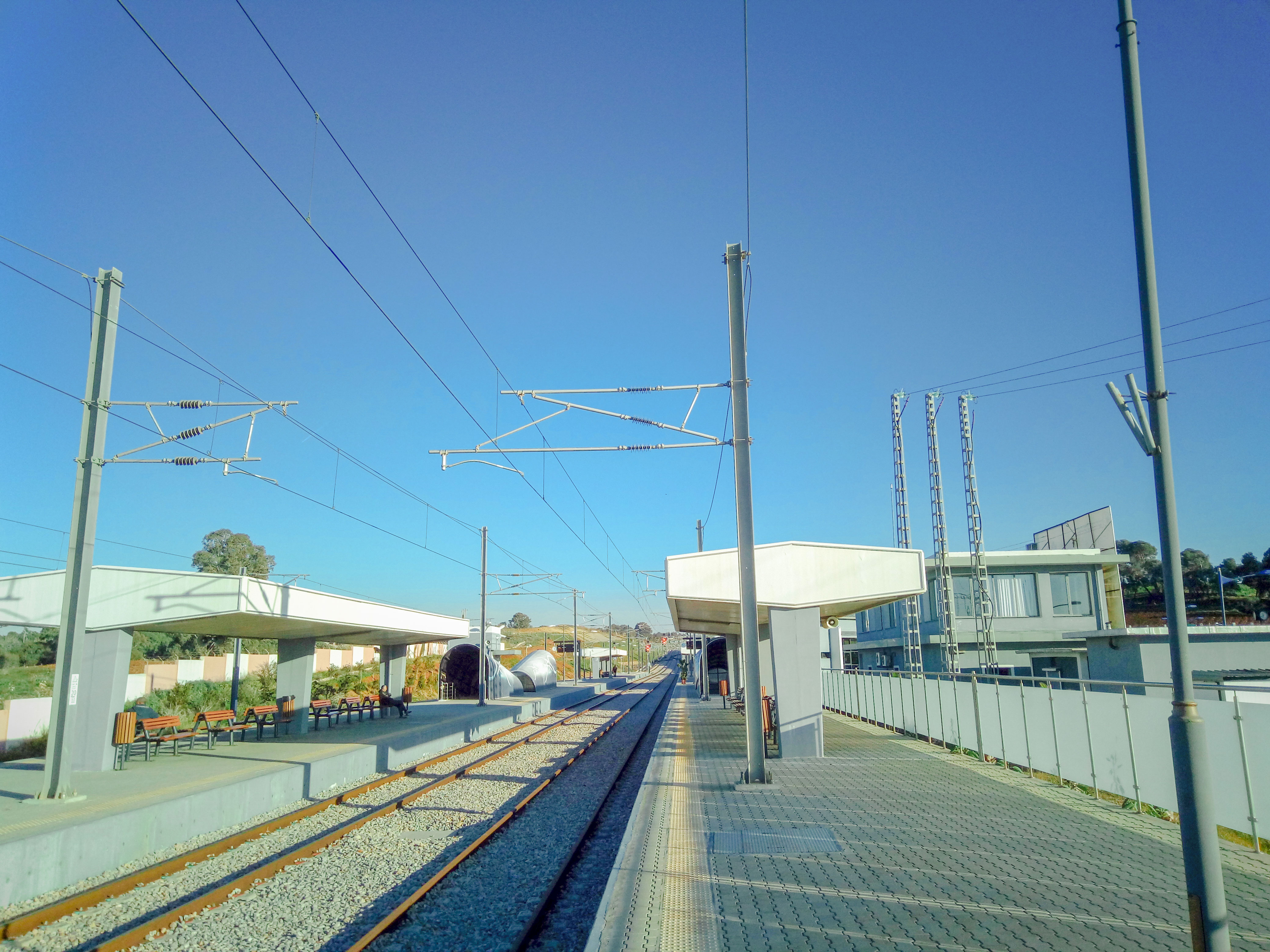
Quais du terminus de la gare de Zéralda.
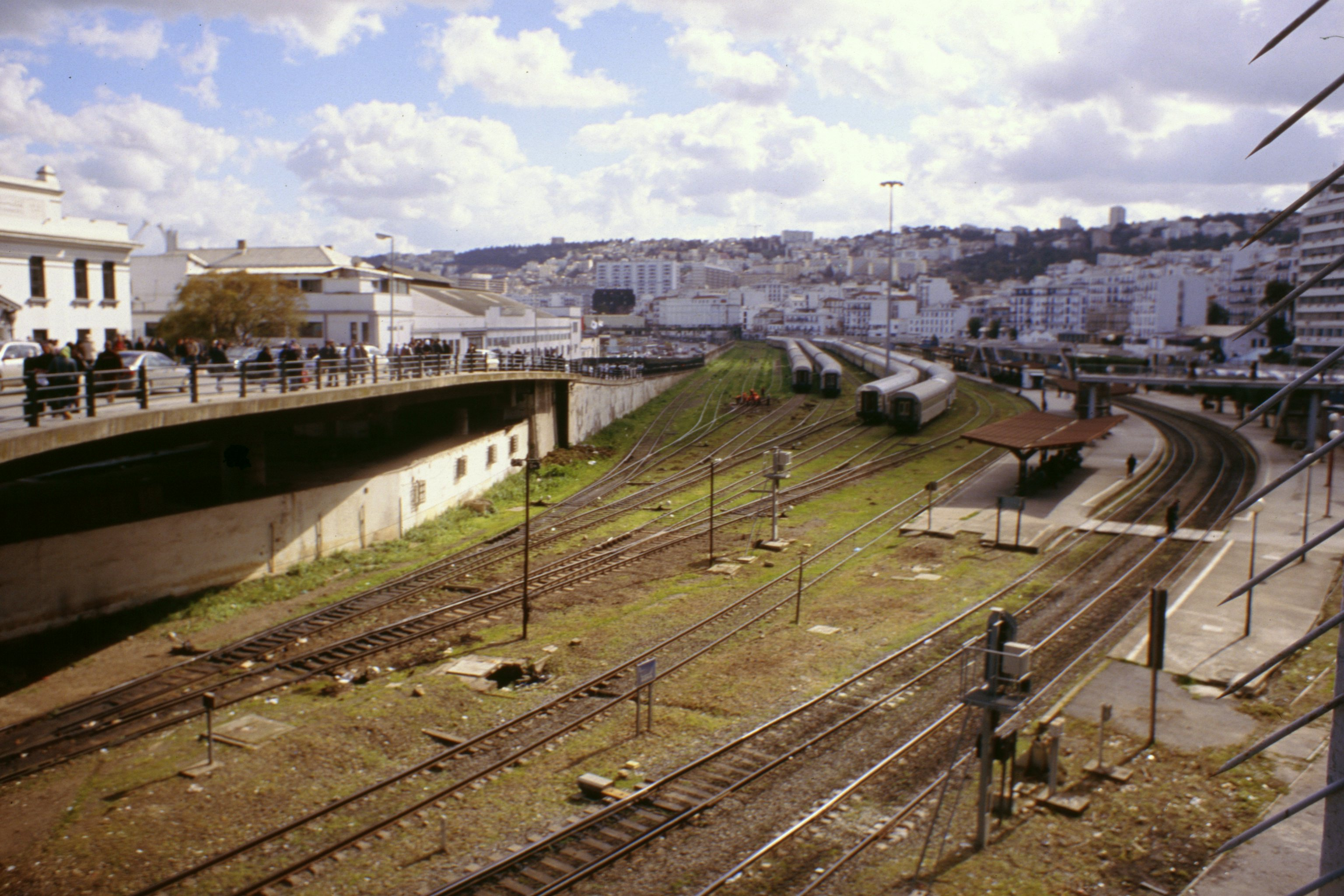
Quais de la gare d'Agha.
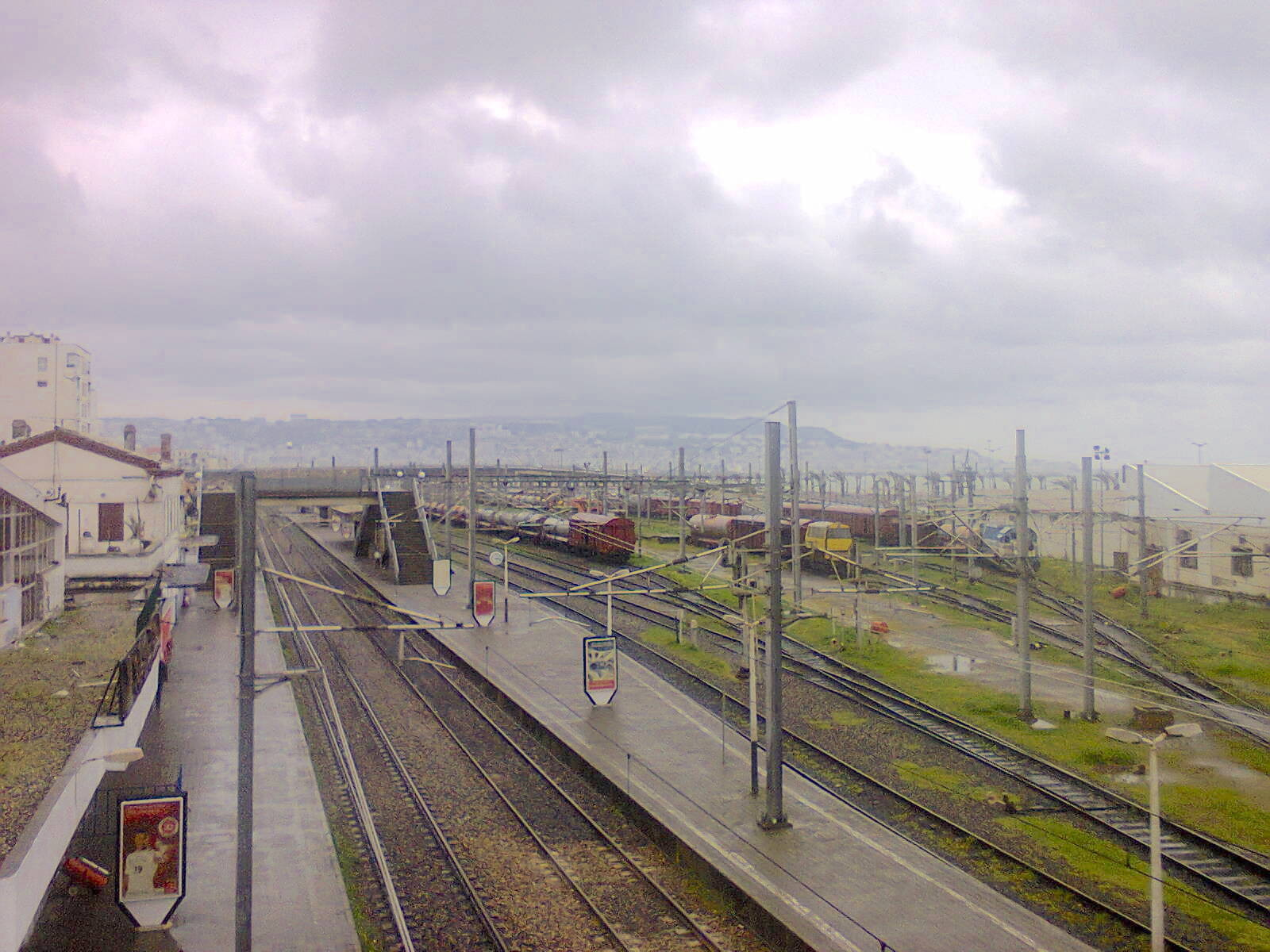
Quais de la gare de Hussein Dey.